# 테베 첸트르

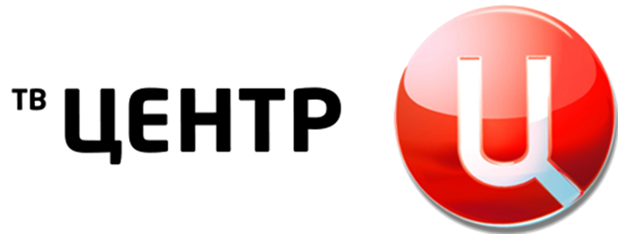
2012년 9월 25일~ 2013년 8월 25일 로고

테베 첸트르(러시아어: ТВ Центр, 영어: TV Center, 약칭 ТВЦ 또는 TVC)는 러시아의 텔레비전 방송국의 하나로 모스크바 시 정부에서 관리하는 시영 방송이다. 테베세 모스크바(ТВЦ-Москва, TVC-Moscow)라고 부르기도 한다. 러시아에서 (페르비 카날, 로시야 1, NTV (러시아)에 이어) 4번째로 넓은 방송 영역을 거느리고 있다.

## 역사
테베 첸트르는 1956년에 개국한 소비에트 연방 중앙 텔레비전 모스크바 방송으로 시작하였다. 첫 방송 당시는 '모스크바 프로그램 2'였으나, 1967년 '프로그램 3'이 프로그램 2로 바뀌면서, '모스크바 프로그램'으로 부르게 되고, 1976년에는 '모스크바 채널 3'으로, 1984년에는 '모스크바 텔레비전 3'으로 바뀌게 된다.
1989년에는 МТК (Московский телевизионный канал, 모스크바 텔레비전 채널)이란 이름으로 분리되어 18:00~23:00 동안 방송하였다. (23:00~18:00에는 2x2 (러시아)란 채널이 방송되었다.) 그리고 1997년 6월 8일 23시를 기점으로 МТК의 방송이 중단되고, 다음날인 6월 9일에 현재의 테베 첸트르가 개국하게 된다. (2x2는 다른 채널로 옮겨 방송을 계속하게 된다.)
테베 첸트르의 일부 시간대에서는 같은 날 개국하였던 트레티 카날(Третий канал(채널 3) 또는 ТРВК «Московия»)이란 방송이 편성되었으나, 2012년 12월 1일 테베 첸트르에 흡수 및 통합되었다.

## 주요 프로그램
- 소브티야(События, 사건) : 뉴스 프로그램. (1997년~)